# Chlorfenapyr
Chlorfenapyr ist eine chemische Verbindung aus der Gruppe der Pyrrole.

## Geschichte
Am 12. Dezember 1994 stellte die American Cyanamid Company (heute Teil der BASF) den Antrag zur Zulassung von Chlorfenapyr bei Baumwolle.

## Gewinnung und Darstellung
Chlorfenapyr kann durch eine Reihe von Reaktion aus  p-Chlorbenzaldehyd gewonnen werden (Strecker-Synthese, dann bipolare Addition von Acrylnitril weiter zu Pyrrolin, über Abspaltung von Wasserstoff zu Pyrrol und anschließende Bromierung).

## Eigenschaften
Chlorfenapyr ist ein weißer Feststoff, welcher praktisch unlöslich in Wasser ist.

## Verwendung
Chlorfenapyr wird als Insektizid und Akarizid bei Zierpflanzen im kommerziellen Gewächshaus-Anbau gegen Milben, Fraßraupen, Thripse und Trauermücken, aber nicht bei Nahrungspflanzen, verwendet. Es ist ein Pro-Insektizid, das heißt die biologische Aktivität hängt von der Aktivierung durch eine andere chemische Verbindung ab. Die oxidative Entfernung der N-Ethoxymethylgruppe von Chlorfenapyr durch mischfunktionelle Oxidasen erzeugt die Verbindung CL 303268 (N-H-Pyrrol). Diese entkoppelt die oxidative Phosphorylierung in den Mitochondrien, was eine Unterbrechung der ATP-Produktion, damit den Zelltod und schließlich den Tod des Organismus zur Folge hat.
In den USA wurde die Zulassung des Mittels bei Baumwolle gegen den „Armyworm“ (Spodoptera frugiperda) durch die EPA zurückgezogen, da sich schwere Auswirkungen auf die Fortpflanzung von Vögeln durch das Mittel herausstellten und Alternativen für Chlorfenapyr vorhanden sind.
Auf Basis von Chlorfenapyr hat die BASF ab 2010 ein Produkt zur Malariaprophylaxe entwickelt.
Ein mit Chlorfenapyr imprägniertes Moskitonetz wurde im Juli 2017 von der Weltgesundheitsorganisation WHO zur Malaria-Prävention empfohlen.
In Deutschland, der Schweiz und in Österreich ist kein Pflanzenschutzmittel zugelassen, das diesen Wirkstoff enthält. Als Biozid ist es seit dem 1. Mai 2015 für die Produktart 8 (Holzschutzmittel) zugelassen. Der Zulassungsantrag für die Aufnahme in die Produktart 18 ist hängig. Es wird in Mitteln gegen Bettwanzen angeboten.